# Örlog
Örlog (eller örlig) är ett gammalt germanskt och fornnordiskt ord (isländska örlygi), som ursprungligen betydde "edbrytning" eller öde/olycksöde, och som slutligen stannade vid betydelsen krig, framförallt till sjöss.
Inom de nordiska språken används ordet numera främst i sammansättningar med anknytning till sjömilitär verksamhet, som örlogsfartyg, örlogsflagga och örlogskapten, men på nederländska är "oorlog" fortfarande ordet för "krig" i allmänhet.